# 宮川怜
宮川 怜（みやかわ れい）は、日本のAV女優。所属は不明。
東京都出身。身長：158cm、体重：47kg、スリーサイズ：B85・W60・H87としていた。
2015年ころ、RAIKA（らいか）に改名し(1986年12月12日)、所属もバンビプロモーションに移籍した模様。
身長：163cm、スリーサイズ:B83cm(Dカップ)・W57cm・H85cm。

## 略歴
- 2009年にデビューしたギャル系のAV女優である。

## 作品

### アダルトビデオ
- VAMPIRE/LEMONADE 9（2009年12月28日、デジタルアーク）
- 強制アナル 輪姦ギャル 2（2010年1月5日、フリーダム）
- ぎゃるまんナンパ ハメMAX Vol.7（2010年1月7日、GARCON）
- ザ・ギャルナン 28（2010年1月21日、グローリークエスト）
- 残酷放尿地獄 ～全裸で小便をぶちかます黒GAL～（2010年2月5日、フリーダム）
- 美少女の足裏 20（2010年2月5日、フリーダム）
- 美脚ミニスカ 10（2010年2月20日、クリスタル映像）
- 高級ソープへいらっしゃい 25（2010年3月19日、クリスタル映像）
- 黒ギャル暴行（2010年3月25日、フリーダム）
- 東京FUNKYギャル25（2010年3月26日、ピエロ）
- 昼下がりの淫ら妻 34（2010年3月27日、クリスタル映像）
- 働く女性に無理言ってセンズリ見てもらいました！！（2010年4月16日、メディアバンク）
- 24/7【TWENTY FOUR/SEVEN】 19（2010年4月21日、プレステージ）
- 純愛レズビアン12　Kyoko・宮川怜（2010年4月30日、ピエロ）
- レズ顔騎（2010年5月21日、深海）
- 口中ディルドオナニー（2010年6月18日、AFRO FILM）
- GAL Junkie17 宮川怜　エロすぎる姉GALとショボイM男のフェチフェチバトル（2010年7月25日、ケラ工房）
- AV女優の友達をBBQで泥酔させて青姦＆テントFUCK（2010年8月20日、スターパラダイス）